# L'Acadie nouvelle

L'Acadie nouvelle (читається як «Ль'Акаді нувель», у перекладі з французької — «Нова Акаді») — франкомовна громадсько-політична газета, що видається в містечку Каракет, провінції Новий Брансвік (Канада).
Це єдина франкомовна газета Нового Брансвіку, що виходить з понеділка по суботу. Як найважливіша франкомовна газета провінції, вона стала трибуною політичних, соціальних і культурних прагнень акадійців.